# 栋泽尔
栋泽尔（Donzère，法語發音：[dɔ̃zɛʁ]），法国东南部城市，奥弗涅-罗讷-阿尔卑斯大区德龙省的一个市镇，隶属于尼永斯区，其市镇面积为32.06平方公里，2022年1月1日时人口数量为5,981人，在法国城市中排名第1,851位。
栋泽尔位于德龙省西南部，罗讷河左岸，隔河与阿尔代什省相望，是一个区域性的中心城市，多条公路在此交汇。

## 地名来源
“Donzère”一名可能转写自“Dusera”或“Dunsera”，该名称的来源及含义尚有待考证。
栋泽尔所处区域历史上曾通行维瓦赖-阿尔卑斯方言，“Donzère”在奥克语维基百科及同语言Openstreetmap中被标记为“Donzèra”。

## 历史

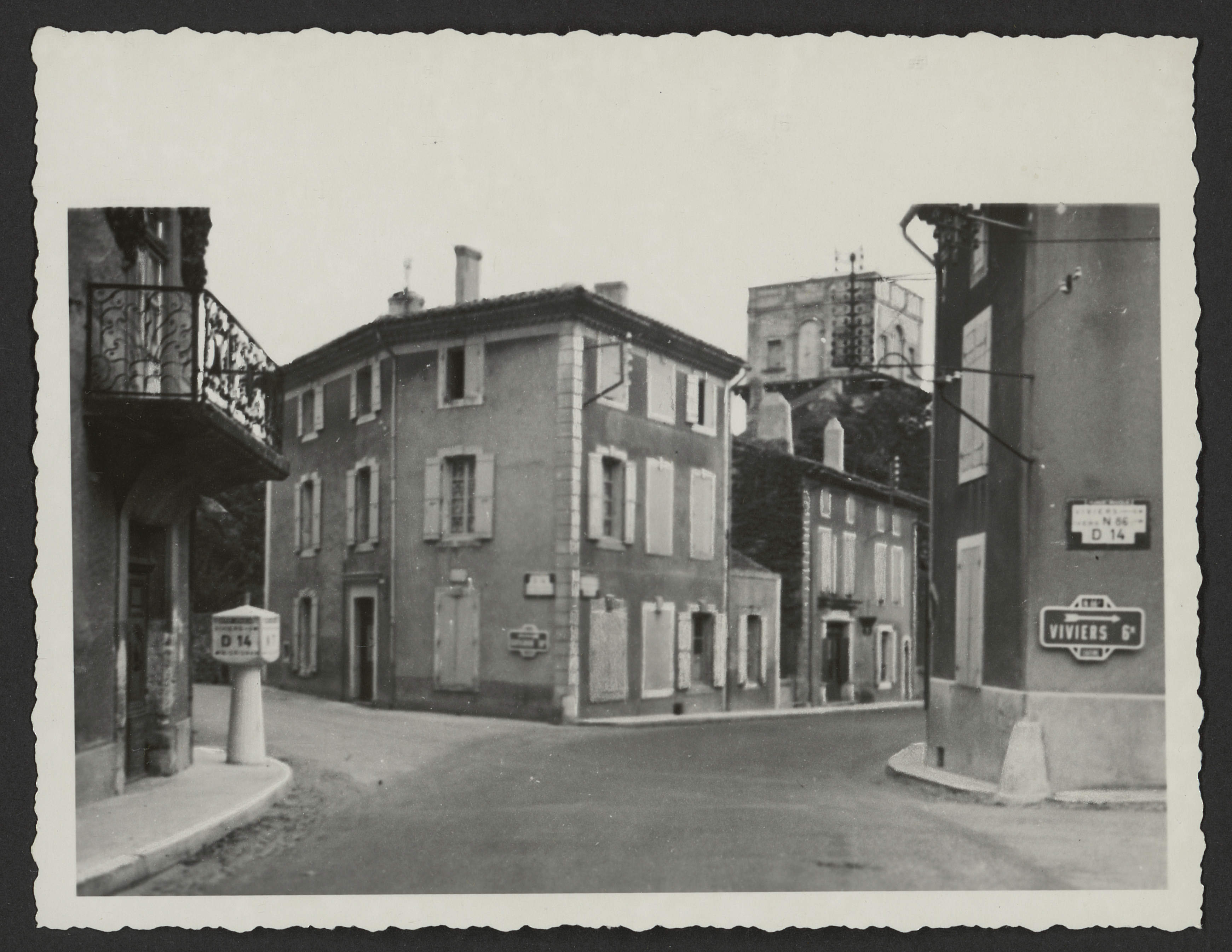
20世纪初的栋泽尔镇中心

栋泽尔的早期历史尚不清楚。根据当地官方网站的论述，栋泽尔早在新石器时期就已出现人类活动。古典时期，古罗马人在栋泽尔附近开辟葡萄酒种植园。12世纪时，栋泽尔镇中心建成了一座罗马风格的教堂。中世纪末，栋泽尔逐渐发展成为这一区域的一个农贸交易中心，罗讷河航道于18世纪得到整治。法国大革命后，栋泽尔成为德龙省的一个市镇，并在1793至1801年间为该省的一个县治。工业革命期间，途径栋泽尔的巴黎—马赛铁路建成通车。1846年，横跨罗讷河的罗比内桥建成。二战后，栋泽尔人口数量逐年增加。栋泽尔—蒙德拉贡运河及水坝于20世纪50年代投入使用。

## 地理

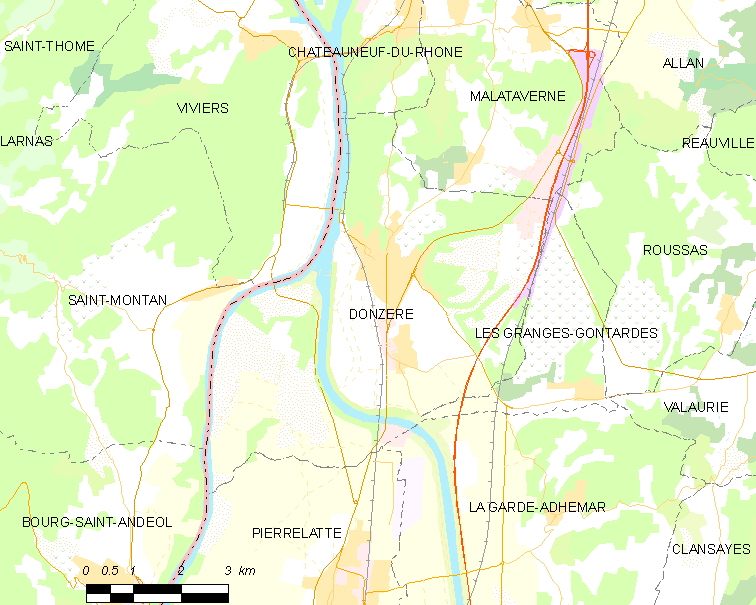
栋泽尔市镇范围地图

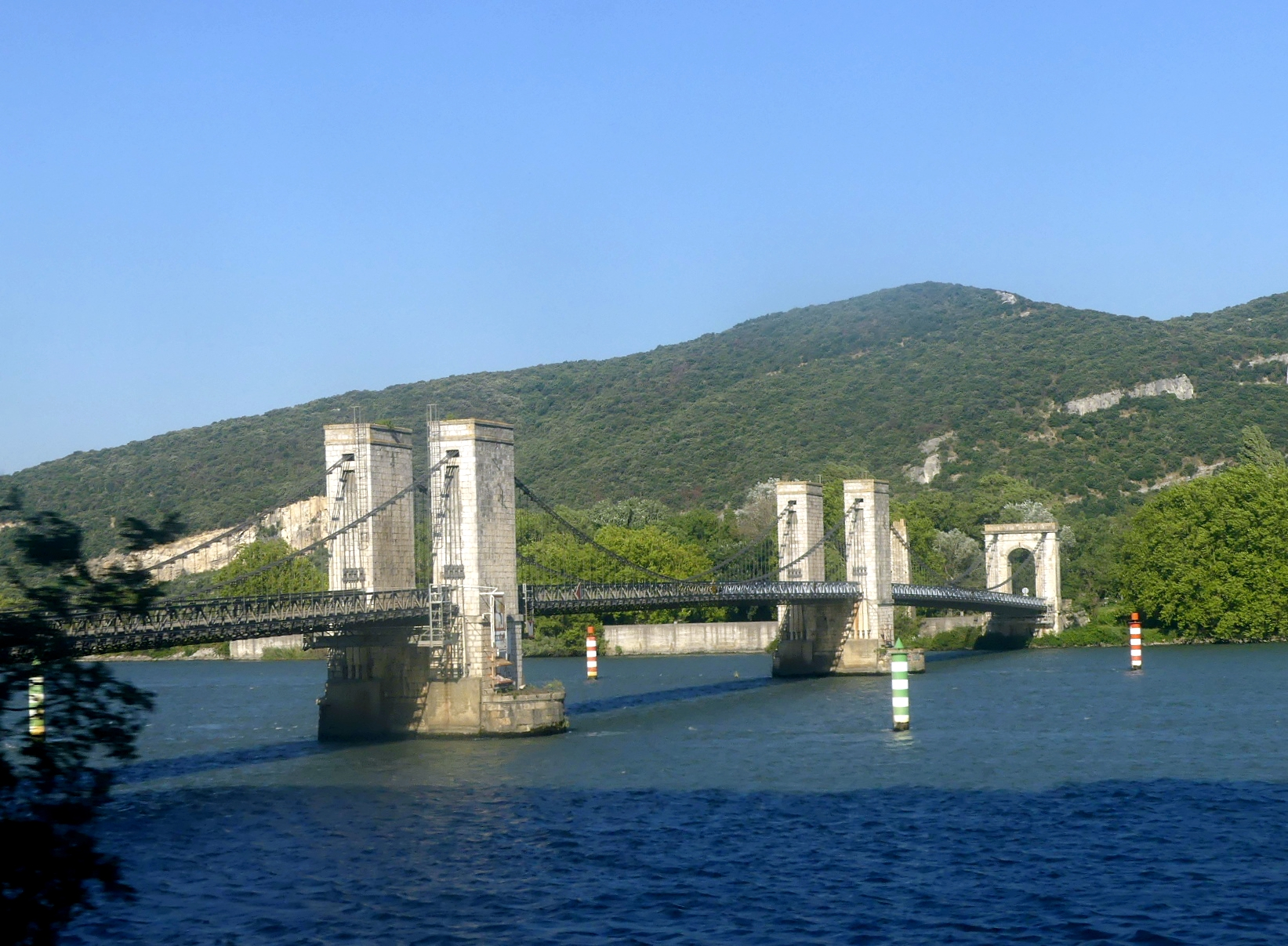
横跨罗讷河的罗比内悬索桥

栋泽尔位于法国东南部，奥弗涅-罗讷-阿尔卑斯大区南部和德龙省西南部，距离省会瓦朗斯大约64公里。与栋泽尔接壤的市镇包括：圣昂代奥勒堡、罗讷新堡、马拉塔韦尔讷、皮埃尔拉特、拉加尔德阿代马尔、莱格朗日贡塔尔德、圣蒙唐和维维耶。

### 地形
栋泽尔位于罗讷河谷左岸，境内以平原和丘陵为主，市镇中心位于一处地势较为平坦的冲积平原带上；北侧为丘陵，其中靠近罗讷河岸的区域地势陡峭，被称为“Défilé de Donzère”，全境海拔在54到200米之间。

### 水文
罗讷河干流自北向南流经栋泽尔市镇西界，人工开凿的栋泽尔—蒙德拉贡运河从栋泽尔市区西侧和南侧穿过，其水量通过同名水坝控制。

### 植被
栋泽尔属于温带阔叶混交林和亚热带硬叶林的过渡区，林地多分布于河流附近及坡地地带，镇中心的梅诺公园（Parc Meynot）是当地的一处城市绿地，此外栋泽尔市镇范围东北部有葡萄酒种植园分布。
在鲜花城市的评比中，栋泽尔暂未被评级。

### 气候
栋泽尔在柯本气候分类法中属于带有温带海洋性气候特征的地中海气候（Csb）。

## 行政区划
栋泽尔的市镇编号为26116，邮政编号为26190。
在行政管理方面，栋泽尔隶属于法国奥弗涅-罗讷-阿尔卑斯大区德龙省尼永斯区；在地方选举方面，栋泽尔隶属于格里尼昂县，其市镇范围全境被划入德龙省第二选区；在社会管理方面，栋泽尔是德龙南普罗旺斯市镇公共社区的组成部分。
截至2024年11月，栋泽尔市镇范围内暂无任何城市敏感街区及城市政策优先街区。
法国国家统计与经济研究所（简称“INSEE”）在进行数据统计时，将栋泽尔市镇单独设为栋泽尔城市核心区（Unité urbaine de Donzère），未将栋泽尔划入任何城市区（Aire urbaine）。自2020年起，栋泽尔被划入包含45个市镇的蒙特利马尔城市辐射区。此外，INSEE还将栋泽尔市镇整体看作一个“块区”（IRIS），以便于统计人口分布情况。

## 交通

### 公路
A7高速公路经过栋泽尔市镇范围东部但未设有出入口。法国国道N7线和德龙省省道D93n线、D144线、D486线、D541线和D844线在栋泽尔境内交汇。奥弗涅-罗讷-阿尔卑斯城际巴士（商业名称为“Cars Région”）下属的D42线和E20线停靠栋泽尔，可直通阿维尼翁、蒙特利马尔、蓬圣埃斯普里等地。
2021年，82.7%的栋泽尔家庭拥有至少一辆私人汽车。2022年，栋泽尔境内共发生各类交通事故1起，造成3人受伤，其中1人重伤。
| 18 | 8 |

| 瓦朗斯 | 67 |

| 蒙特利马尔 | 15 |

| 圣保罗三堡城 | 14 |

### 铁路

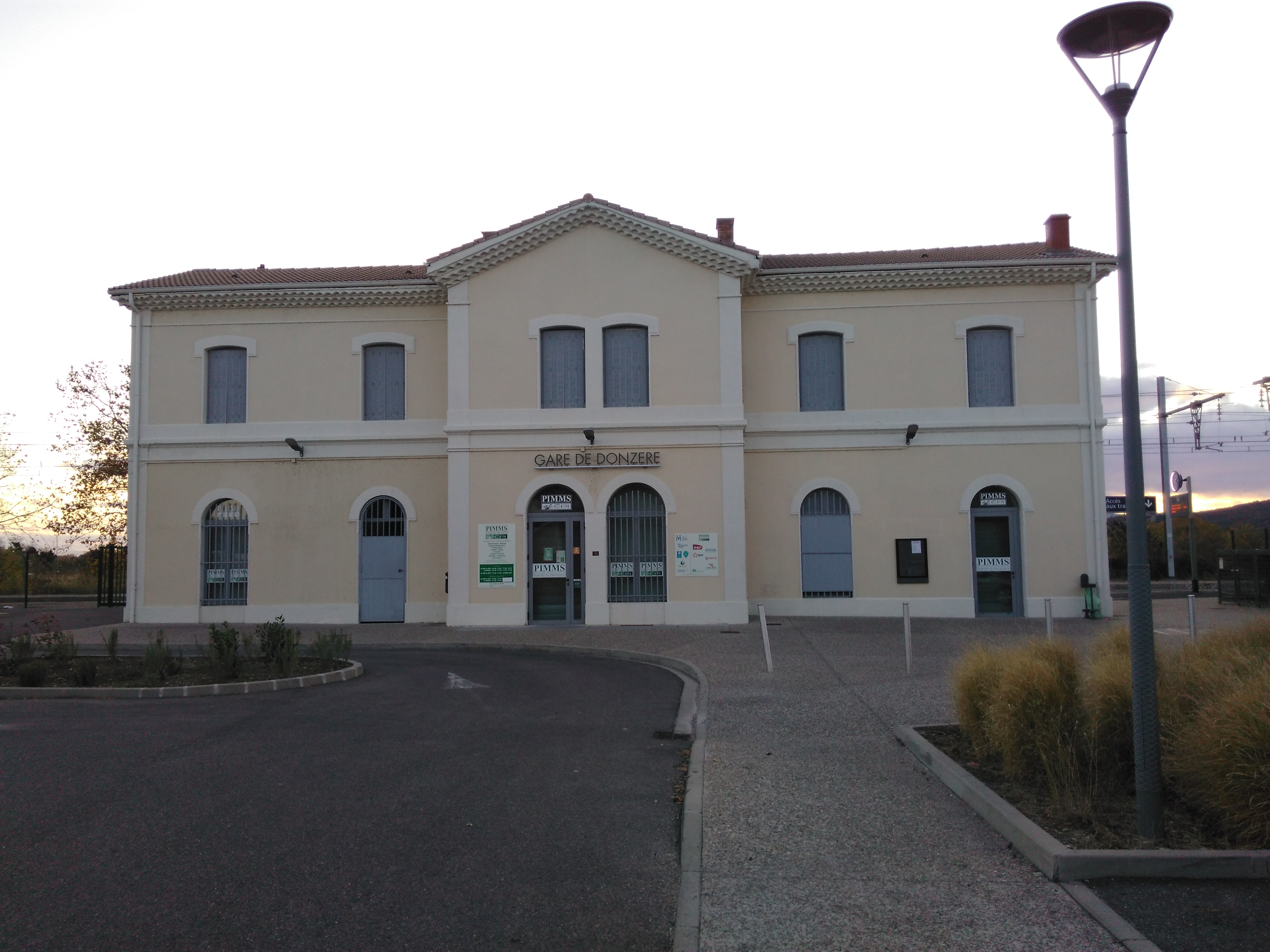
栋泽尔火车站

栋泽尔位于巴黎—马赛铁路上。栋泽尔站位于栋泽尔市区西部，该站停靠往返于瓦朗斯和马赛一线的区域列车，部分班次可直通里昂。

### 航空
栋泽尔距离马赛普罗旺斯机场的公路里程大约151公里。

### 城市公共交通
截至2024年11月，栋泽尔暂无城市公共交通系统。

## 政治

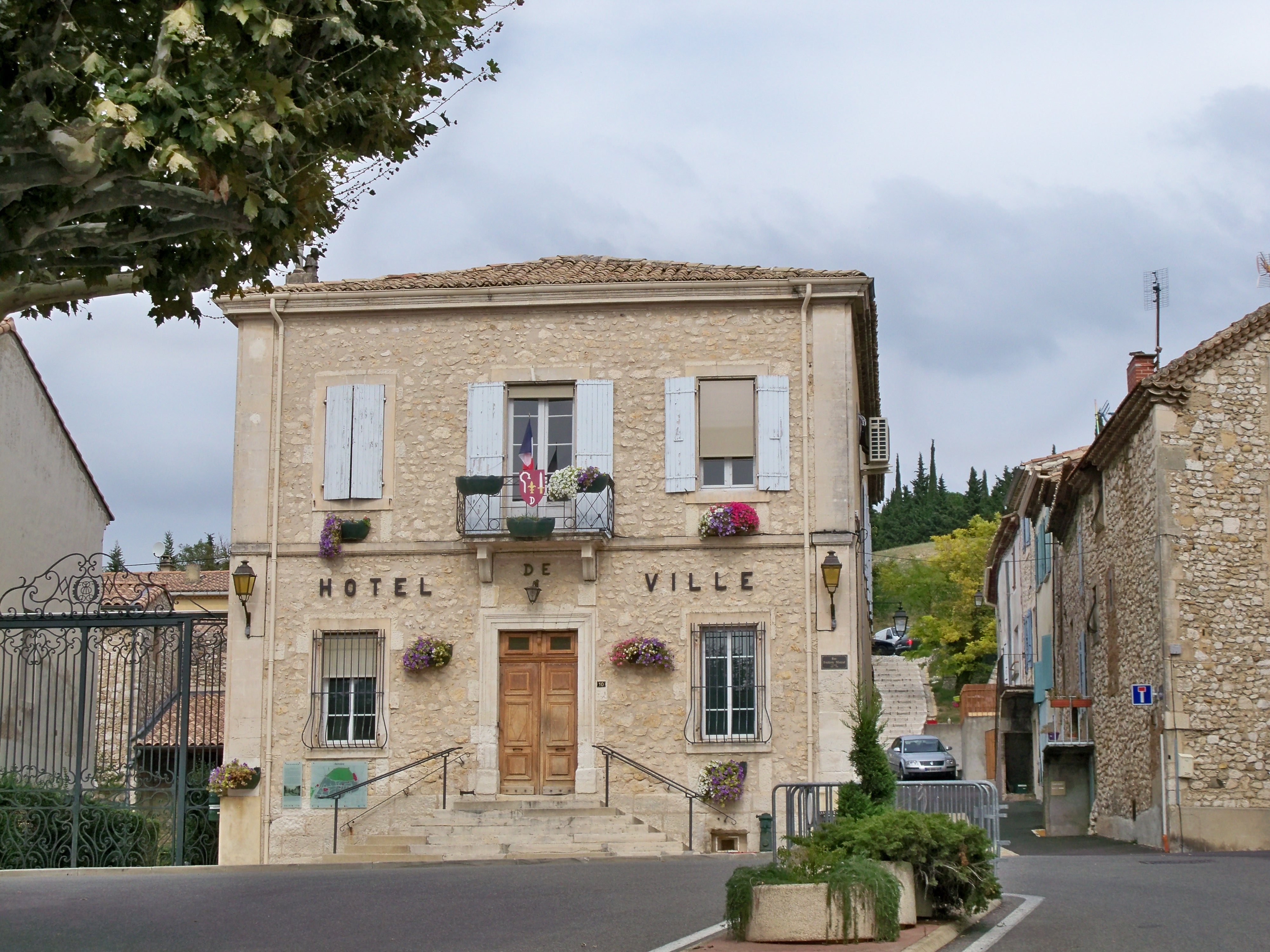
栋泽尔市政厅

栋泽尔的现任市长为玛丽·费尔南德斯女士（Marie FERNANDEZ），她是一名右翼无党派人士，在2020年的市政选举中获得了55.97%的支持率。
在2022年的法国总统大选的第二轮选举中，法国极右翼政党国民阵线主席玛丽娜·勒庞在栋泽尔获得了61.44%的支持率。

## 人口
2021年，栋泽尔市镇人口数量为5,952，在法国排名第1,851位。其中男性2,943人，女性3,009人，75岁及以上人口占6.4%，外籍人口数量为252人，人口密度为186人/平方公里，当地居民被称为（男性）或（女性）。2022年，栋泽尔境内出生69人，死亡人口43人。
| 栋泽尔1901年－2021年人口变化情况 |
|                                  |
| 数据来源：Cassini、INSEE         |

## 经济
截至2024年11月，栋泽尔市镇范围内共有各类用人单位（包含自雇）819家，平均历史为15年，其中92.11%为中小型企业（PME），2024年9月至11月间，当地的经济活力指数为0。（建筑材料）、（汽修）及（建筑材料）是当地2022年已公布营业额最高的三个企业，分别为28,471,136欧元、16,960,729欧元和12,655,388欧元。

## 财政与居民收入
2022年，栋泽尔的财政收入总额为8,877,630欧元，财政支出总额为7,822,980欧元，当年的债务总额为5,166,880欧元。2022年，栋泽尔市镇通过增值税获得408,840欧元的收入，此外当地还共获得了406,900欧元的国家直接财政补助。
| 栋泽尔居民收入情况                               | 栋泽尔居民收入情况 | 栋泽尔居民收入情况    | 栋泽尔居民收入情况 |
| 内容                                             | 栋泽尔             | 法国                  | 统计年份           |
| ------------------------------------------------ | ------------------ | --------------------- | ------------------ |
| 征税家庭总数                                     | 2,452              | 1,081（法国市镇平均） | 2022年             |
| 居民平均月收入                                   | 2,283欧元          | 2,435欧元             | 2022年             |
| 高级职员人均月收入                               | 3,819欧元          | 4,331欧元             | 2021年             |
| 中级职员人均月收入                               | 2,515欧元          | 2,470欧元             | 2021年             |
| 普通职员人均月收入                               | 1,756欧元          | 1,801欧元             | 2021年             |
| 贫困率                                           | 13%                | 14.5%                 | 2020年             |
| 青壮年（15至64岁）失业率                         | 13.7%              | 7.4%                  | 2020年             |
| 征税家庭数量占比                                 | 40.0%              | 45.5%                 | 2020年             |
| 家庭年均纳税                                     | 2,347欧元          | 4,393欧元             | 2022年             |
| 资料来源：INSEE、L'Internaute、Le Journal du Net |                    |                       |                    |

## 社会事务

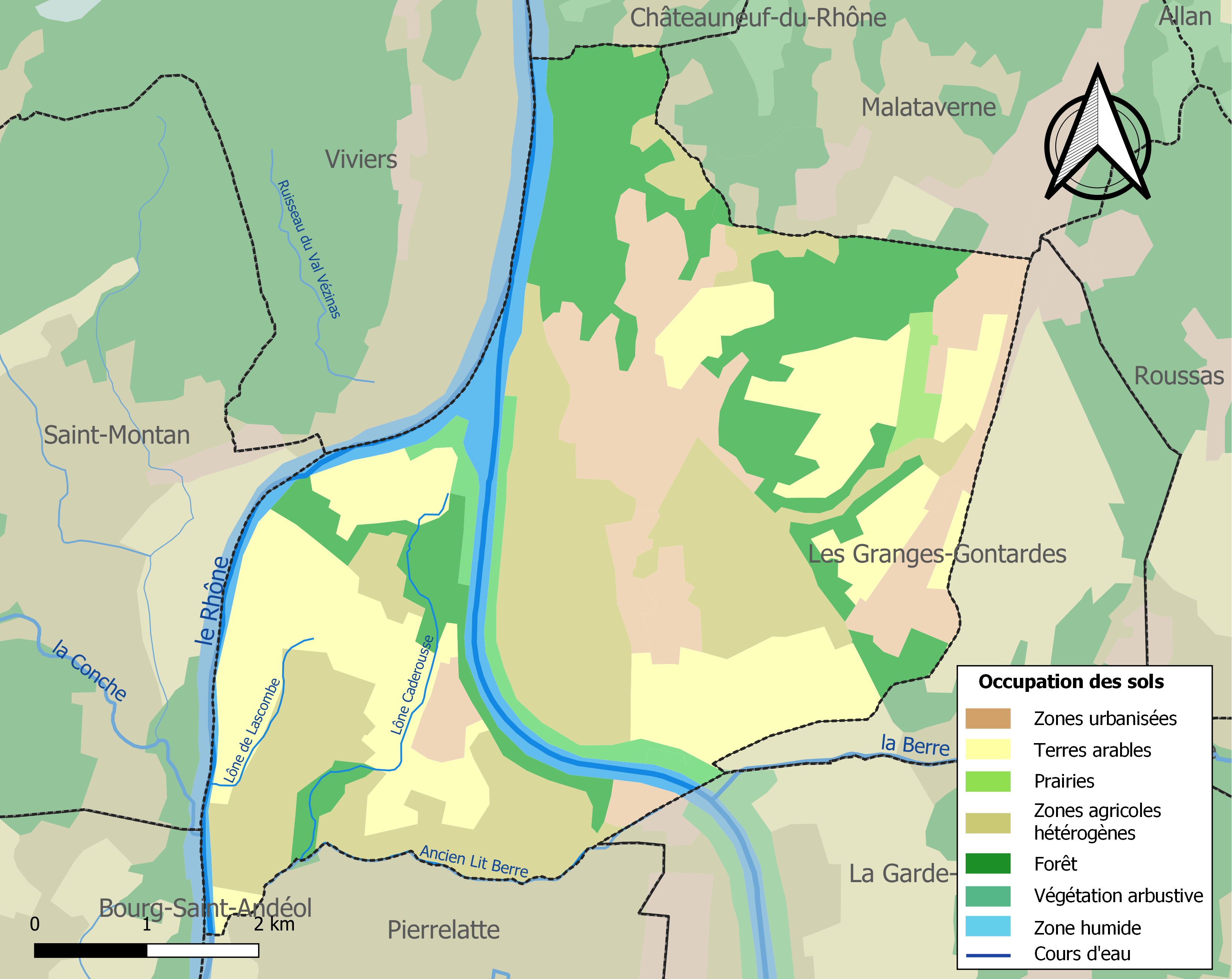
栋泽尔土地利用情况地图

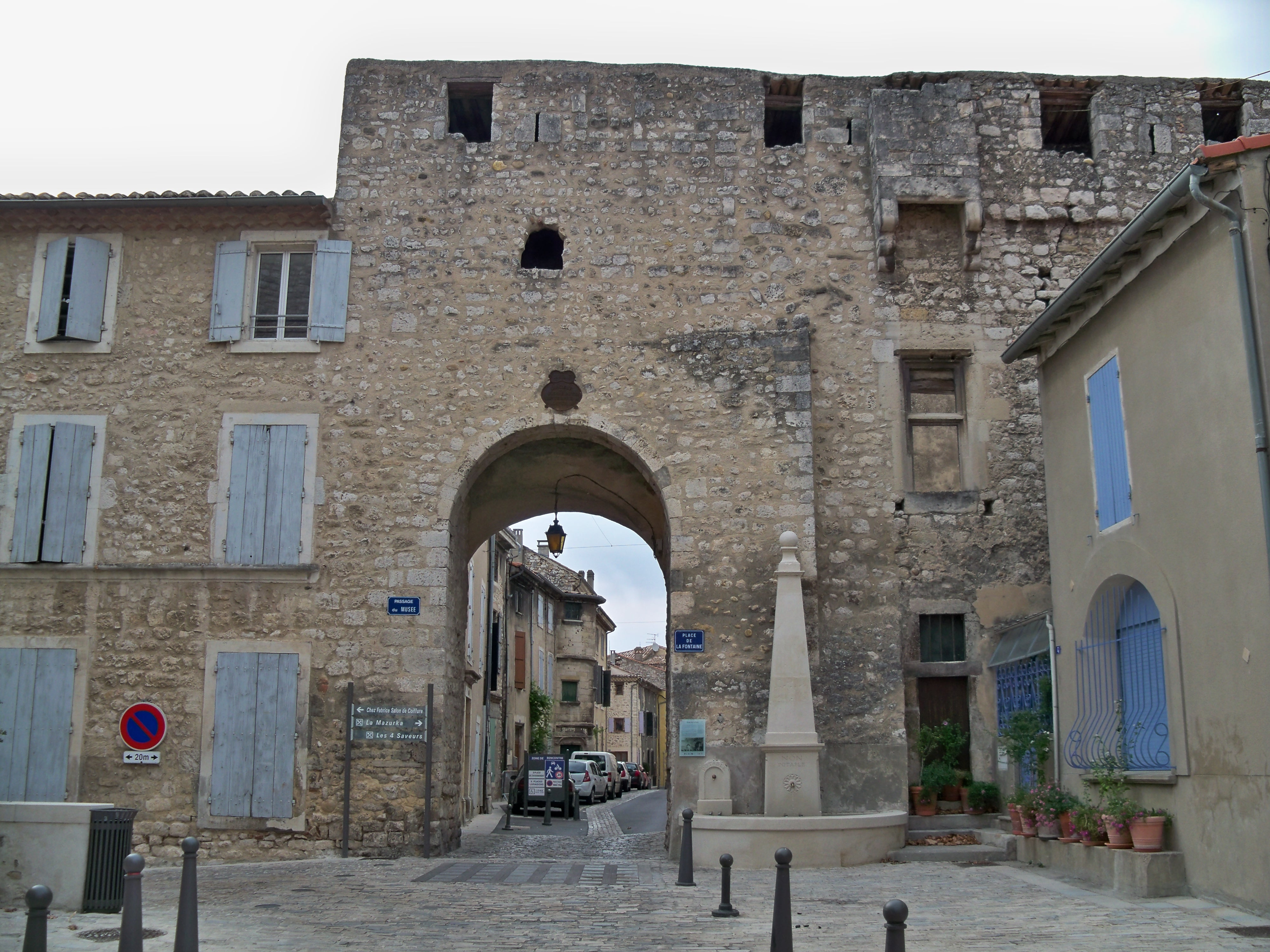
拉枫丹城门

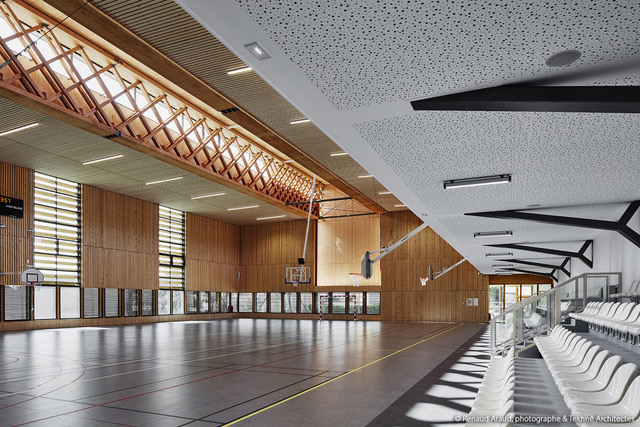
体育馆

### 教育
栋泽尔属于格勒诺布尔学区。截至2023年1月1日，栋泽尔境内共有2所幼儿园和2所小学。

### 医疗
截至2023年1月1日，栋泽尔境内共有全科医生2名、保健师7名、牙医2名和护士14名。境内共有药房2家、养老院1家、残疾人帮扶中心1家。
距离栋泽尔最近的区域性医疗机构为普罗旺斯之门医疗集团（Groupement Hospitalier Portes de Provence），其主病区医院位于蒙特利马尔市区东北部，距离栋泽尔市区的正常车程大约分钟，该院设有床位409个，是当地规模最大的公立综合性医院。

### 住房
2021年，栋泽尔境内共有各类住房2,846套，其中68.2%为独立式住宅，30.9%为集中式住宅。常住房屋占栋泽尔市镇范围内居民建筑总量的89.3%。
在住房保障政策方面，2023年，栋泽尔境内共有1,195户家庭获得了家庭津贴补助，受益人数占总人口数量的20.1%，其中430份为房租补助。

### 商业
2021年，栋泽尔境内共有各类实体商铺110家，其中餐厅14家、大型超市1家、杂货店2家、面包房3家、肉铺2家、书店2家、装饰品店0家、银行门店3家、美容美发店7家、汽车维修店12家。栋泽尔南部建有一家Super U超市。

### 体育
2023年，栋泽尔境内共有1家游泳池、1处网球场、2处足球或橄榄球场以及1处篮球或排球场。
截至2024年11月，栋泽尔奥林匹克俱乐部（Club Olympique Donzerois，编号504332）是栋泽尔境内唯一的一家注册足球俱乐部，其主队2024至2025赛季参加德龙省足球联赛乙组（法国第十级别），其主场为米歇尔·伊达尔戈球场（Stade Michel Hidalgo）。

### 环境
栋泽尔的环境事务由其所属的德龙南普罗旺斯市镇公共社区联合各级政府协调负责。2021年，栋泽尔境内共有2家污染企业。

### 治安
2021年，栋泽尔市镇范围内共有1处宪兵队。
2023年，栋泽尔市镇范围内累计记录各类案件226起，其中盗窃类案件105起，人身侵犯类案件35起，毒品交易类案件9起。

## 文化

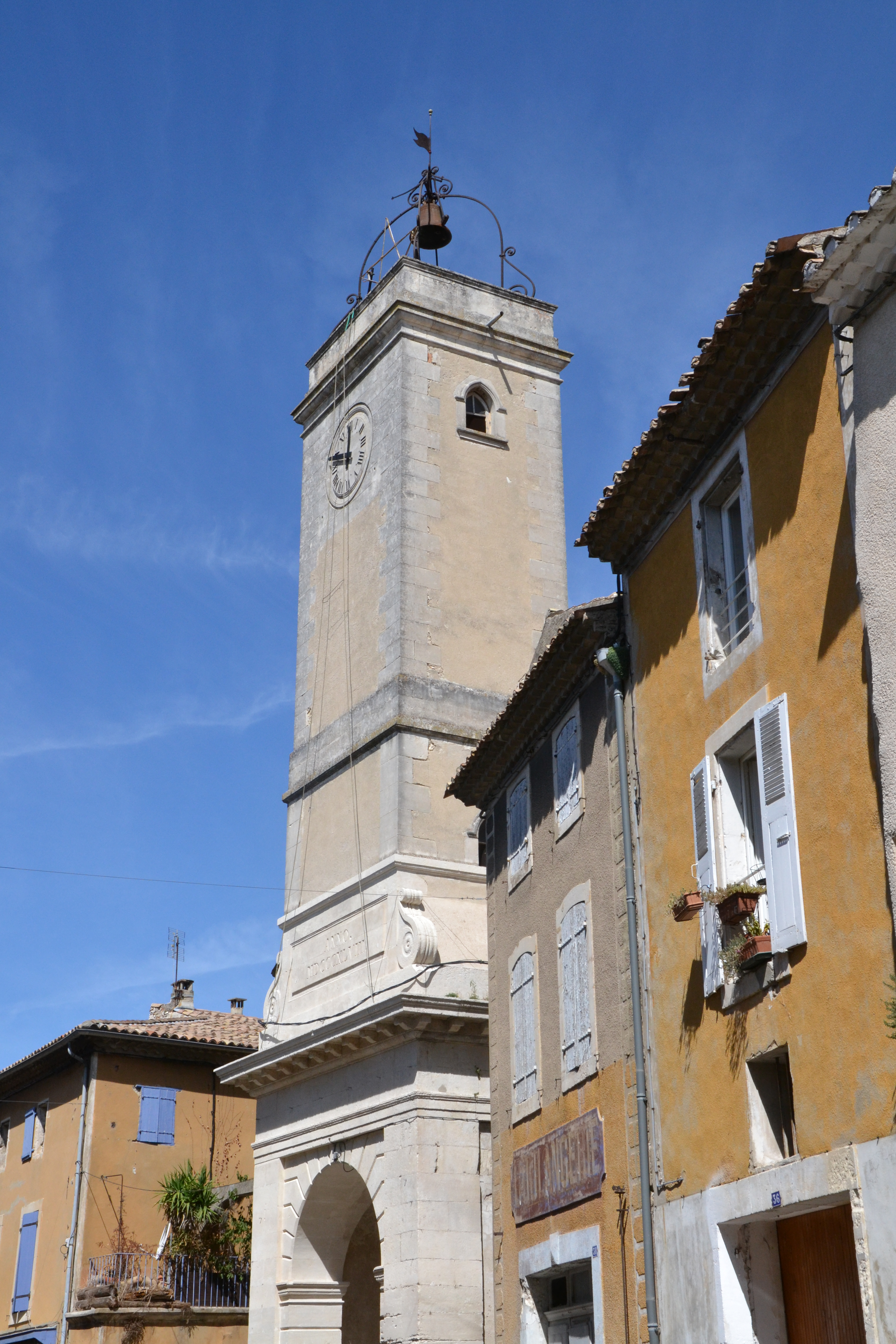
钟楼塔

2023年，栋泽尔境内共有1家电影院。栋泽尔境内建有多媒体中心（Médiathèque），每周三、五、六向公众开放。

### 建筑
栋泽尔境内有多处历史建筑，其中圣菲利贝尔教堂、罗比内桥等为法国国家文物保护单位，镇中心的钟楼塔（Tour de l'Horloge）亦是当地的地标性建筑物。

### 旅游
栋泽尔的旅游事务由其所属的德龙南普罗旺斯市镇公共社区联合各级政府协调负责。2024年，栋泽尔境内共有4家酒店共计45间房间。

### 媒体
法国主要的媒体均可在栋泽尔接收，法国电视三台下属的奥弗涅-罗讷-阿尔卑斯大区频道在部分时段播出栋泽尔所在德龙省的地方新闻。《自由多菲内报》、《德龙周刊》、蓝色法兰西德龙-阿尔代什广播等为当地的主要地方性媒体。

## 相关人物
法国画家费利克斯·奥古斯特·克莱芒出生于栋泽尔。

## 友好城市
截至2024年11月，栋泽尔共与一座城市建立了友好城市关系：
- 德国 巴伐利亚州柯尼希斯贝格